# GLAAD Media Award for Outstanding Comic Book
Le GLAAD Media Award for Outstanding Comic Book est un prix chaque année remis dans le cadre des GLAAD Media Awards au comic book proposant la meilleure représentation de thèmes ou personnes lesbiennes, gays, bisexuels et transgenres.

## Lauréats et nommés

### Années 1990
| Année        | Comic book                         | Scénariste(s)                    | Éditeur                          | Réf.  | Réf.  |
| ------------ | ---------------------------------- | -------------------------------- | -------------------------------- | ----- | ----- |
| 1990 (1ère)  | Catégorie inexistante              | Catégorie inexistante            | Catégorie inexistante            |       |       |
| 1991 (2ème)  | Catégorie inexistante              | Catégorie inexistante            | Catégorie inexistante            |       |       |
| 1992 (3ème)  | The Flash ‡                        | William Messner-Loebs            | DC Comics                        | ,     | ,     |
| 1993 (4ème)  | Pas de prix dans cette catégorie   | Pas de prix dans cette catégorie | Pas de prix dans cette catégorie |       |       |
| 1994 (5ème)  | Pas de prix dans cette catégorie   | Pas de prix dans cette catégorie | Pas de prix dans cette catégorie |       |       |
| 1995 (6ème)  | Pas de prix dans cette catégorie   | Pas de prix dans cette catégorie | Pas de prix dans cette catégorie |       |       |
| 1996 (7ème)  | Maggie Sawyer, Metropolis S.C.U. ‡ | Cindy Goff                       | DC Comics                        | ,     | ,     |
| 1997 (8ème)  | Death: The Time of Your Life ‡     | Neil Gaiman                      | Vertigo (DC Comics)              | [ 5 ] | [ 3 ] |
| 1997 (8ème)  | Love and Rockets                   | Los Bros Hernandez               | Fantagraphics Books              | [ 5 ] | [ 3 ] |
| 1997 (8ème)  | Prime                              | Gerard Jones and Len Strazewski  | Marvel Comics                    | [ 5 ] | [ 3 ] |
| 1997 (8ème)  | The Spectre                        | John Ostrander                   | DC Comics                        | [ 5 ] | [ 3 ] |
| 1998 (9ème)  | For Better or For Worse ‡          | Lynn Johnston                    | Andrews McMeel Publishing        | [ 6 ] | [ 3 ] |
| 1998 (9ème)  | The Flash                          | Mark Waid et Brian Augustyn      | DC Comics                        | [ 6 ] | [ 3 ] |
| 1998 (9ème)  | The Invisibles                     | Grant Morrison                   | DC Comics                        | [ 6 ] | [ 3 ] |
| 1998 (9ème)  | Superboy and the Ravers            | Karl Kesel                       | DC Comics                        | [ 6 ] | [ 3 ] |
| 1999 (10ème) | Supergirl ‡                        | Peter David                      | DC Comics                        | [ 7 ] | [ 3 ] |
| 1999 (10ème) | The Books of Magic                 | Neil Gaiman                      | Vertigo (DC Comics)              | [ 7 ] | [ 3 ] |
| 1999 (10ème) | Starman                            | James Robinson                   | DC Comics                        | [ 7 ] | [ 3 ] |
| 1999 (10ème) | Star Trek: Starfleet Academy       | Christian Cooper                 | Marvel Comics                    | [ 7 ] | [ 3 ] |
| 1999 (10ème) | Young Heroes in Love               | Dan Raspler (en) et Dev Madan    | DC Comics                        | [ 7 ] | [ 3 ] |

### Années 2000
| Année        | Comic book                                        | Scénariste(s)                                                                                  | Éditeur                                       | Réf.   | Réf.   |
| ------------ | ------------------------------------------------- | ---------------------------------------------------------------------------------------------- | --------------------------------------------- | ------ | ------ |
| 2000 (11ème) | Strangers in Paradise ‡                           | Terry Moore                                                                                    | Abstract Studios                              | [ 8 ]  | ,      |
| 2000 (11ème) | The Authority                                     | Warren Ellis                                                                                   | WildStorm (DC Comics)                         | [ 8 ]  | ,      |
| 2000 (11ème) | The Girl who Would Be Death                       | Caitlín R. Kiernan                                                                             | Vertigo (DC Comics)                           | [ 8 ]  | ,      |
| 2000 (11ème) | Supergirl                                         | Peter David                                                                                    | DC Comics                                     | [ 8 ]  | ,      |
| 2000 (11ème) | Top 10                                            | Alan Moore                                                                                     | America's Best Comics / WildStorm (DC Comics) | [ 8 ]  | ,      |
| 2001 (12ème) | Pedro et moi ‡                                    | Judd Winick                                                                                    | Henry Holt & Company                          | [ 11 ] | [ 12 ] |
| 2001 (12ème) | The Authority                                     | Warren Ellis et Mark Millar                                                                    | WildStorm (DC Comics)                         | [ 11 ] | [ 12 ] |
| 2001 (12ème) | Jenny Sparks: The Secret History of the Authority | Mark Millar                                                                                    | WildStorm (DC Comics)                         | [ 11 ] | [ 12 ] |
| 2001 (12ème) | Promethea                                         | Alan Moore                                                                                     | America's Best Comics / WildStorm (DC Comics) | [ 11 ] | [ 12 ] |
| 2001 (12ème) | Top 10                                            | Alan Moore                                                                                     | America's Best Comics / WildStorm (DC Comics) | [ 11 ] | [ 12 ] |
| 2002 (13ème) | Green Lantern ‡                                   | Judd Winick                                                                                    | DC Comics                                     | [ 13 ] | [ 14 ] |
| 2002 (13ème) | Buffy contre les vampires                         | Divers                                                                                         | Dark Horse Comics                             | [ 13 ] | [ 14 ] |
| 2002 (13ème) | Strangers in Paradise                             | Terry Moore                                                                                    | Abstract Studios                              | [ 13 ] | [ 14 ] |
| 2002 (13ème) | Top 10                                            | Alan Moore                                                                                     | America's Best Comics                         | [ 13 ] | [ 14 ] |
| 2002 (13ème) | User                                              | Devin K. Grayson                                                                               | Vertigo (DC Comics)                           | [ 13 ] | [ 14 ] |
| 2003 (14ème) | Green Lantern ‡                                   | Judd Winick                                                                                    | DC Comics                                     | [ 15 ] | [ 16 ] |
| 2003 (14ème) | The Authority                                     | Robbie Morrison (en)                                                                           | WildStorm (DC Comics)                         | [ 15 ] | [ 16 ] |
| 2003 (14ème) | Murder Mysteries                                  | P. Craig Russell                                                                               | Dark Horse Comics                             | [ 15 ] | [ 16 ] |
| 2003 (14ème) | Strangers in Paradise                             | Terry Moore                                                                                    | Abstract Comics                               | [ 15 ] | [ 16 ] |
| 2003 (14ème) | X-Statix                                          | Peter Milligan                                                                                 | Marvel Comics                                 | [ 15 ] | [ 16 ] |
| 2004 (15ème) | Catwoman ‡                                        | Ed Brubaker                                                                                    | DC Comics                                     | [ 17 ] | [ 18 ] |
| 2004 (15ème) | The Authority                                     | Robbie Morrison (en)                                                                           | WildStorm (DC Comics)                         | [ 17 ] | [ 18 ] |
| 2004 (15ème) | Gotham Central                                    | Greg Rucka et Ed Brubaker                                                                      | DC Comics                                     | [ 17 ] | [ 18 ] |
| 2004 (15ème) | How Loathsome                                     | Ted Naifeh et Tristan Crane                                                                    | Comics Lit / NBM Publishing                   | [ 17 ] | [ 18 ] |
| 2004 (15ème) | Strangers in Paradise                             | Terry Moore                                                                                    | Abstract Comics                               | [ 17 ] | [ 18 ] |
| 2005 (16ème) | Luba ‡                                            | Gilbert Hernandez                                                                              | Fantagraphics Books                           | [ 19 ] | [ 20 ] |
| 2005 (16ème) | Ex machina                                        | Brian K. Vaughan                                                                               | WildStorm (DC Comics)                         | [ 19 ] | [ 20 ] |
| 2005 (16ème) | Hard Time                                         | Steve Gerber et Mary Skrenes                                                                   | DC Comics                                     | [ 19 ] | [ 20 ] |
| 2005 (16ème) | My Faith in Frankie                               | Mike Carey                                                                                     | Vertigo (DC Comics)                           | [ 19 ] | [ 20 ] |
| 2005 (16ème) | Strangers in Paradise                             | Terry Moore                                                                                    | Abstract Studios                              | [ 19 ] | [ 20 ] |
| 2006 (17ème) | Young Avengers ‡                                  | Allan Heinberg                                                                                 | Marvel Comics                                 | [ 21 ] | [ 22 ] |
| 2006 (17ème) | Gotham Central                                    | Greg Rucka et Ed Brubaker                                                                      | DC Comics                                     | [ 21 ] | [ 22 ] |
| 2006 (17ème) | Strangers in Paradise                             | Terry Moore                                                                                    | Abstract Studios                              | [ 21 ] | [ 22 ] |
| 2006 (17ème) | Top 10: The Forty-Niners                          | Alan Moore                                                                                     | America's Best Comics / Vertigo (DC Comics)   | [ 21 ] | [ 22 ] |
| 2006 (17ème) | Y, le dernier homme                               | Brian K. Vaughan                                                                               | Vertigo (DC Comics)                           | [ 21 ] | [ 22 ] |
| 2007 (18ème) | Fun Home ‡                                        | Alison Bechdel                                                                                 | Houghton Mifflin                              | [ 23 ] | [ 24 ] |
| 2007 (18ème) | 52                                                | Geoff Johns, Grant Morrison, Greg Rucka, Mark Waid                                             | DC Comics                                     | [ 23 ] | [ 24 ] |
| 2007 (18ème) | American Virgin                                   | Steven T. Seagle                                                                               | Vertigo (DC Comics)                           | [ 23 ] | [ 24 ] |
| 2007 (18ème) | Manhunter                                         | Marc Andreyko                                                                                  | DC Comics                                     | [ 23 ] | [ 24 ] |
| 2007 (18ème) | Y, le dernier homme                               | Brian K. Vaughan                                                                               | Vertigo (DC Comics)                           | [ 23 ] | [ 24 ] |
| 2008 (19ème) | Strangers in Paradise ‡                           | Terry Moore                                                                                    | Abstract Studios                              | [ 25 ] | [ 26 ] |
| 2008 (19ème) | American Virgin                                   | Steven T. Seagle                                                                               | Vertigo (DC Comics)                           | [ 25 ] | [ 26 ] |
| 2008 (19ème) | The Boys                                          | Garth Ennis                                                                                    | Dynamite Entertainment                        | [ 25 ] | [ 26 ] |
| 2008 (19ème) | Midnighter                                        | Garth Ennis, Brian K. Vaughan, Christos Gage, Justin Gray, Jimmy Palmiotti et Keith Giffen     | WildStorm (DC Comics)                         | [ 25 ] | [ 26 ] |
| 2008 (19ème) | Outsiders                                         | Judd Winick, Greg Rucka et Tony Bedard                                                         | DC Comics                                     | [ 25 ] | [ 26 ] |
| 2009 (20ème) | Buffy contre les vampires ‡                       | Drew Goddard, Jeph Loeb et Joss Whedon                                                         | Dark Horse Comics                             | [ 27 ] | [ 28 ] |
| 2009 (20ème) | The Alcoholic                                     | Jonathan Ames                                                                                  | Vertigo (DC Comics)                           | [ 27 ] | [ 28 ] |
| 2009 (20ème) | Final Crisis: Revelations                         | Greg Rucka                                                                                     | DC Comics                                     | [ 27 ] | [ 28 ] |
| 2009 (20ème) | Secret Six                                        | Gail Simone                                                                                    | DC Comics                                     | [ 27 ] | [ 28 ] |
| 2009 (20ème) | Young Avengers Presents                           | Ed Brubaker, Brian Reed, Roberto Aguirre-Sacasa, Paul Cornell, Kevin Grevioux et Matt Fraction | Marvel Comics                                 | [ 27 ] | [ 28 ] |

### Années 2010
| Année        | Comic book                                      | Scénariste(s)                                                                               | Éditeur             | Réf.   | Réf.   |
| ------------ | ----------------------------------------------- | ------------------------------------------------------------------------------------------- | ------------------- | ------ | ------ |
| 2010 (21ème) | Batwoman : Élégie ‡                             | Greg Rucka                                                                                  | DC Comics           | ,      | [ 31 ] |
| 2010 (21ème) | Buffy contre les vampires                       | Jane Espenson, Steven S. DeKnight, Drew Z. Greenberg, Jim Krueger, Doug Petrie, Joss Whedon | Dark Horse Comics   | ,      | [ 31 ] |
| 2010 (21ème) | Madame Xanadu                                   | Matt Wagner                                                                                 | Vertigo (DC Comics) | ,      | [ 31 ] |
| 2010 (21ème) | Secret Six                                      | Gail Simone                                                                                 | DC Comics           | ,      | [ 31 ] |
| 2010 (21ème) | Facteur-X                                       | Peter David                                                                                 | Marvel Comics       | ,      | [ 31 ] |
| 2011 (22ème) | Facteur-X ‡                                     | Peter David                                                                                 | Marvel Comics       | ,      | [ 34 ] |
| 2011 (22ème) | Avengers: The Children's Crusade                | Allan Heinberg                                                                              | Marvel Comics       | ,      | [ 34 ] |
| 2011 (22ème) | Buffy contre les vampires                       | Scott Allie, Brad Meltzer, Joss Whedon                                                      | Dark Horse Comics   | ,      | [ 34 ] |
| 2011 (22ème) | Fogtown                                         | Andersen Gabrych (en)                                                                       | Vertigo (DC Comics) | ,      | [ 34 ] |
| 2011 (22ème) | Veronica                                        | Dan Parent (en)                                                                             | Archie Comics       | ,      | [ 34 ] |
| 2012 (23ème) | Batwoman ‡                                      | J. H. Williams III et W. Haden Blackman                                                     | DC Comics           | [ 35 ] | [ 36 ] |
| 2012 (23ème) | Avengers: The Children's Crusade                | Allan Heinberg                                                                              | Marvel Comics       | [ 35 ] | [ 36 ] |
| 2012 (23ème) | Secret Six                                      | Gail Simone                                                                                 | DC Comics           | [ 35 ] | [ 36 ] |
| 2012 (23ème) | Veronica Present: Kevin Keller                  | Dan Parent (en)                                                                             | Archie Comics       | [ 35 ] | [ 36 ] |
| 2012 (23ème) | Facteur-X                                       | Peter David                                                                                 | Marvel Comics       | [ 35 ] | [ 36 ] |
| 2013 (24ème) | Kevin Keller ‡                                  | Dan Parent (en)                                                                             | Archie Comics       | [ 37 ] | [ 38 ] |
| 2013 (24ème) | Astonishing X-Men                               | Marjorie Liu                                                                                | Marvel Comics       | [ 37 ] | [ 38 ] |
| 2013 (24ème) | Batwoman                                        | J. H. Williams III et W. Haden Blackman                                                     | DC Comics           | [ 37 ] | [ 38 ] |
| 2013 (24ème) | Buffy contre les vampires                       | Andrew Chambliss (en), Scott Allie, Jane Espenson, Drew Z. Greenberg                        | Dark Horse Comics   | [ 37 ] | [ 38 ] |
| 2013 (24ème) | Earth 2                                         | James Robinson                                                                              | DC Comics           | [ 37 ] | [ 38 ] |
| 2014 (25ème) | Young Avengers ‡                                | Kieron Gillen                                                                               | Marvel Comics       | [ 39 ] | [ 40 ] |
| 2014 (25ème) | Batwoman                                        | J. H. Williams III et W. Haden Blackman                                                     | DC Comics           | [ 39 ] | [ 40 ] |
| 2014 (25ème) | Fearless Defenders                              | Cullen Bunn                                                                                 | Marvel Comics       | [ 39 ] | [ 40 ] |
| 2014 (25ème) | Husbands: The Comic                             | Jane Espenson et Brad Bell                                                                  | Dark Horse Comics   | [ 39 ] | [ 40 ] |
| 2014 (25ème) | Life with Archie                                | Paul Kupperberg                                                                             | Archie Comics       | [ 39 ] | [ 40 ] |
| 2015 (26ème) | Rat Queens ‡                                    | Kurtis J. Wiebe                                                                             | Image Comics        | [ 41 ] | [ 42 ] |
| 2015 (26ème) | Hawkeye                                         | Matt Fraction                                                                               | Marvel Comics       | [ 41 ] | [ 42 ] |
| 2015 (26ème) | Lumberjanes                                     | Noelle Stevenson et Grace Ellis                                                             | Boom! Studios       | [ 41 ] | [ 42 ] |
| 2015 (26ème) | Memetic                                         | James Tynion IV                                                                             | Boom! Studios       | [ 41 ] | [ 42 ] |
| 2015 (26ème) | Saga                                            | Brian K. Vaughan et Fiona Staples                                                           | Image Comics        | [ 41 ] | [ 42 ] |
| 2016 (27ème) | Lumberjanes ‡                                   | Noelle Stevenson et Grace Ellis                                                             | Boom! Studios       | [ 43 ] | [ 44 ] |
| 2016 (27ème) | Angela: Queen of Hel                            | Marguerite Bennett (en)                                                                     | Marvel Comics       | [ 43 ] | [ 44 ] |
| 2016 (27ème) | Harley Quinn                                    | Amanda Conner et Jimmy Palmiotti                                                            | DC Comics           | [ 43 ] | [ 44 ] |
| 2016 (27ème) | Midnighter                                      | Steve Orlando (en)                                                                          | DC Comics           | [ 43 ] | [ 44 ] |
| 2016 (27ème) | The Wicked + The Divine                         | Kieron Gillen                                                                               | Image Comics        | [ 43 ] | [ 44 ] |
| 2017 (28ème) | The Woods ‡                                     | James Tynion IV                                                                             | Boom! Studios       | [ 45 ] | [ 46 ] |
| 2017 (28ème) | All-New X-Men                                   | Dennis Hopeless (en)                                                                        | Marvel Comics       | [ 45 ] | [ 46 ] |
| 2017 (28ème) | Black Panther                                   | Ta-Nehisi Coates                                                                            | Marvel Comics       | [ 45 ] | [ 46 ] |
| 2017 (28ème) | DC Comics Bombshells                            | Marguerite Bennett (en)                                                                     | DC Comics           | [ 45 ] | [ 46 ] |
| 2017 (28ème) | Kim & Kim                                       | Magdalene Visaggio                                                                          | Black Mask Studios  | [ 45 ] | [ 46 ] |
| 2017 (28ème) | Love Is Love                                    | Marc Andreyko                                                                               | IDW Publishing      | [ 45 ] | [ 46 ] |
| 2017 (28ème) | Lumberjanes                                     | Noelle Stevenson et Grace Ellis                                                             | Boom! Studios       | [ 45 ] | [ 46 ] |
| 2017 (28ème) | Midnighter / Midnighter and Apollo              | Steve Orlando (en)                                                                          | DC Comics           | [ 45 ] | [ 46 ] |
| 2017 (28ème) | Patsy Walker, A.K.A Hellcat!                    | Kate Leth (en)                                                                              | Marvel Comics       | [ 45 ] | [ 46 ] |
| 2017 (28ème) | Saga                                            | Brian K. Vaughan et Fiona Staples                                                           | Image Comics        | [ 45 ] | [ 46 ] |
| 2018 (29ème) | Black Panther: World of Wakanda ‡               | Roxane Gay, Yona Harvey, Alitha E. Martinez, Afua Richardson, Rembert Browne, Joe Bennett   | Marvel Comics       | [ 47 ] | [ 48 ] |
| 2018 (29ème) | America                                         | Gabby Rivera (en)                                                                           | Marvel Comics       | [ 47 ] | [ 48 ] |
| 2018 (29ème) | The Backstagers                                 | James Tynion IV                                                                             | Boom! Studios       | [ 47 ] | [ 48 ] |
| 2018 (29ème) | Batwoman                                        | Marguerite Bennett (en) et James Tynion IV                                                  | DC Comics           | [ 47 ] | [ 48 ] |
| 2018 (29ème) | Deadman: Dark Mansion of Forbidden Love         | Sarah Vaughn (en)                                                                           | DC Comics           | [ 47 ] | [ 48 ] |
| 2018 (29ème) | Goldie Vance                                    | Hope Larson                                                                                 | Boom! Studios       | [ 47 ] | [ 48 ] |
| 2018 (29ème) | Iceberg                                         | Sina Grace                                                                                  | Marvel Comics       | [ 47 ] | [ 48 ] |
| 2018 (29ème) | Lumberjanes                                     | Noelle Stevenson et Grace Ellis                                                             | Boom! Studios       | [ 47 ] | [ 48 ] |
| 2018 (29ème) | Quantum Teens Are Go                            | Magdalene Visaggio                                                                          | Black Mask Studios  | [ 47 ] | [ 48 ] |
| 2018 (29ème) | The Woods                                       | James Tynion IV                                                                             | Boom! Studios       | [ 47 ] | [ 48 ] |
| 2019 (30ème) | Exit, Stage Left!: The Snagglepuss Chronicles ‡ | Mark Russell (en)                                                                           | DC Comics           | [ 49 ] | [ 50 ] |
| 2019 (30ème) | Batwoman                                        | Marguerite Bennett (en) et K. Perkins                                                       | DC Comics           | [ 49 ] | [ 50 ] |
| 2019 (30ème) | Bingo Love                                      | Tee Franklin                                                                                | Image Comics        | [ 49 ] | [ 50 ] |
| 2019 (30ème) | Fence                                           | C. S. Pacat (en)                                                                            | Boom! Studios       | [ 49 ] | [ 50 ] |
| 2019 (30ème) | Iceberg                                         | Sina Grace                                                                                  | Marvel Comics       | [ 49 ] | [ 50 ] |
| 2019 (30ème) | Lumberjanes: The Infernal Compass               | Lilah Sturges                                                                               | Boom! Studios       | [ 49 ] | [ 50 ] |
| 2019 (30ème) | Oh S#!t It's Kim & Kim                          | Magdalene Visaggio                                                                          | Black Mask Comics   | [ 49 ] | [ 50 ] |
| 2019 (30ème) | Les Fugitifs                                    | Rainbow Rowell                                                                              | Marvel Comics       | [ 49 ] | [ 50 ] |
| 2019 (30ème) | Star Wars : Docteur Aphra                       | Kieron Gillen et Simon Spurrier                                                             | Marvel Comics       | [ 49 ] | [ 50 ] |
| 2019 (30ème) | Strangers in Paradise XXV                       | Terry Moore                                                                                 | Abstract Studios    | [ 49 ] | [ 50 ] |

### Années 2020
| Année        | Comic book                                                              | Scénariste(s)                                            | Éditeur              | Réf.          | Réf.   |
| ------------ | ----------------------------------------------------------------------- | -------------------------------------------------------- | -------------------- | ------------- | ------ |
| 2020 (31ème) | Star Wars: Docteur Aphra ‡                                              | Simon Spurrier (en)                                      | Marvel Comics        | [ 51 ]        | [ 52 ] |
| 2020 (31ème) | The Avant-Guardes                                                       | Carly Usdin                                              | Boom! Studios        | [ 51 ]        | [ 52 ] |
| 2020 (31ème) | Bloom                                                                   | Kevin Panetta                                            | First Second         | [ 51 ]        | [ 52 ] |
| 2020 (31ème) | Crowded                                                                 | Christopher Sebela                                       | Image Comics         | [ 51 ]        | [ 52 ] |
| 2020 (31ème) | Harley Quinn: Breaking Glass                                            | Mariko Tamaki                                            | DC Comics            | [ 51 ]        | [ 52 ] |
| 2020 (31ème) | Laura Dean Keeps Breaking Up with Me                                    | Mariko Tamaki                                            | First Second         | [ 51 ]        | [ 52 ] |
| 2020 (31ème) | Liebestrasse                                                            | Greg Lockard (en)                                        | ComiXology Originals | [ 51 ]        | [ 52 ] |
| 2020 (31ème) | Lumberjanes                                                             | Shannon Watters et Kat Leyh                              | Boom! Studios        | [ 51 ]        | [ 52 ] |
| 2020 (31ème) | Les Fugitifs                                                            | Rainbow Rowell                                           | Marvel Comics        | [ 51 ]        | [ 52 ] |
| 2020 (31ème) | The Wicked + The Divine                                                 | Kieron Gillen                                            | Image Comics         | [ 51 ]        | [ 52 ] |
| 2021 (32ème) | Empyre / Lords of Empyre: Emperor Hulkling / Empyre: Aftermath Avengers | Al Ewing (en), Dan Slott, Chip Zdarsky, Anthony Oliveira | Marvel Comics        | [ 53 ]        |        |
| 2021 (32ème) | Far Sector                                                              | N. K. Jemisin                                            | DC Comics            | [ 53 ]        |        |
| 2021 (32ème) | Gardiens de la Galaxie                                                  | Al Ewing (en)                                            | Marvel Comics        | [ 53 ]        |        |
| 2021 (32ème) | Juliet Takes a Breath                                                   | Gabby Rivera (en)                                        | Boom! Studios        | [ 53 ]        |        |
| 2021 (32ème) | Lois Lane                                                               | Greg Rucka                                               | DC Comics            | [ 53 ]        |        |
| 2021 (32ème) | The Magic Fish                                                          | Trung Le Nguyen                                          | Penguin Random House | [ 53 ]        |        |
| 2021 (32ème) | Suicide Squad                                                           | Tom Taylor (en)                                          | DC Comics            | [ 53 ]        |        |
| 2021 (32ème) | Wynd                                                                    | James Tynion IV                                          | Boom! Studios        | [ 53 ]        |        |
| 2021 (32ème) | X-Factor                                                                | Leah Williams                                            | Marvel Comics        | [ 53 ]        |        |
| 2021 (32ème) | Aqualad                                                                 | Alex Sánchez (en)                                        | DC Comics            | [ 53 ]        |        |
| 2022 (33ème) | Crush and Lobo ‡                                                        | Mariko Tamaki                                            | DC Comics            | [ 54 ] [ 55 ] |        |
| 2022 (33ème) | Aquaman: The Becoming                                                   | Brandon Thomas                                           | DC Comics            | [ 54 ] [ 55 ] |        |
| 2022 (33ème) | Barbalien: Red Planet                                                   | Tate Brombal and Jeff Lemire                             | Dark Horse Comics    | [ 54 ] [ 55 ] |        |
| 2022 (33ème) | The Dreaming: Waking Hours                                              | G. Willow Wilson                                         | DC Comics            | [ 54 ] [ 55 ] |        |
| 2022 (33ème) | Guardians of the Galaxy                                                 | Al Ewing (en)                                            | Marvel Comics        | [ 54 ] [ 55 ] |        |
| 2022 (33ème) | Harley Quinn: The Animated Series - The Eat. Bang! Kill. Tour           | Tee Franklin                                             | DC Comics            | [ 54 ] [ 55 ] |        |
| 2022 (33ème) | Killer Queens                                                           | David M. Booher                                          | Dark Horse Comics    | [ 54 ] [ 55 ] |        |
| 2022 (33ème) | Star Wars: Doctor Aphra                                                 | Alyssa Wong (en)                                         | Marvel Comics        | [ 54 ] [ 55 ] |        |
| 2022 (33ème) | Superman: Son of Kal-El                                                 | Tom Taylor (en)                                          | DC Comics            | [ 54 ] [ 55 ] |        |
| 2022 (33ème) | Wynd                                                                    | James Tynion IV                                          | Boom! Studios        | [ 54 ] [ 55 ] |        |
| 2023 (34ème) | Poison Ivy ‡                                                            | G. Willow Wilson                                         | DC Comics            | [ 56 ] [ 57 ] |        |
| 2023 (34ème) | I Hate This Place                                                       | Kyle Starks                                              | Image Comics         | [ 56 ] [ 57 ] |        |
| 2023 (34ème) | Immortal X-Men                                                          | Kieron Gillen                                            | Marvel Comics        | [ 56 ] [ 57 ] |        |
| 2023 (34ème) | New Mutants                                                             | Vita Ayala, Danny Lore, Charlie Jane Anders              | Marvel Comics        | [ 56 ] [ 57 ] |        |
| 2023 (34ème) | The Nice House on the Lake                                              | James Tynion IV                                          | DC Comics            | [ 56 ] [ 57 ] |        |
| 2023 (34ème) | Sins of the Black Flamingo                                              | Andrew Wheeler                                           | Image Comics         | [ 56 ] [ 57 ] |        |
| 2023 (34ème) | Star Wars: Doctor Aphra                                                 | Alyssa Wong (en)                                         | Marvel Comics        | [ 56 ] [ 57 ] |        |
| 2023 (34ème) | Superman: Son of Kal-El                                                 | Tom Taylor (en) and Nicole Maines                        | DC Comics            | [ 56 ] [ 57 ] |        |
| 2023 (34ème) | Tim Drake: Robin                                                        | Meghan Fitzmartin                                        | DC Comics            | [ 56 ] [ 57 ] |        |
| 2023 (34ème) | Wynd: The Throne in the Sky                                             | James Tynion IV                                          | Boom! Studios        | [ 56 ] [ 57 ] |        |
| 2024 (35ème) | Adventures of Superman: Jon Kent                                        | Tom Taylor (en)                                          | DC Comics            | [ 58 ]        |        |
| 2024 (35ème) | Betsy Braddock: Captain Britain                                         | Tini Howard (en)                                         | Marvel Comics        | [ 58 ]        |        |
| 2024 (35ème) | Hawkgirl                                                                | Jadzia Axelrod                                           | DC Comics            | [ 58 ]        |        |
| 2024 (35ème) | Killer Queens 2                                                         | David M. Booher                                          | Dark Horse Comics    | [ 58 ]        |        |
| 2024 (35ème) | The Neighbors                                                           | Jude Ellison S. Doyle (en)                               | Boom! Studios        | [ 58 ]        |        |
| 2024 (35ème) | New Mutants Lethal Legion                                               | Charlie Jane Anders                                      | Marvel Comics        | [ 58 ]        |        |
| 2024 (35ème) | The Oddly Pedestrian Life of Christopher Chaos                          | Tate Brombal                                             | Dark Horse Comics    | [ 58 ]        |        |
| 2024 (35ème) | Poison Ivy                                                              | G. Willow Wilson                                         | DC Comics            | [ 58 ]        |        |
| 2024 (35ème) | Star Wars: Doctor Aphra                                                 | Alyssa Wong (en)                                         | Marvel Comics        | [ 58 ]        |        |
| 2024 (35ème) | Tim Drake: Robin                                                        | Meghan Fitzmartin                                        | DC Comics            | [ 58 ]        |        |